# Ebilassokro
Ebilassokro est une localité de l'est de la Côte d'Ivoire, et appartenant au département d'Abengourou, Région du Moyen-Comoé. La localité d'Ebilassokro est un chef-lieu de commune.